# Herbert Hübner (Redakteur)
Herbert Hübner (* 11. Juni 1903 in Bockau; † 9. Oktober 1989 in Hamburg) war ein deutscher Rundfunkredakteur.

## Leben und Wirken
Herbert Hübner erhielt eine vielseitige künstlerische Ausbildung. Im Herbst 1922 nahm er ein Grundstudium der bildenden Künste am Weimarer Bauhaus auf, wo er bei Paul Klee, Walter Gropius, Wassily Kandinsky, Johannes Itten und László Moholy-Nagy lernte. Ab Frühjahr 1923 besuchte er die Keramischen Werkstätten im thüringischen Dornburg. Hieran schloss er von 1926 bis 1928 ein Studium in Komposition, Klavier und Orgel an der Weimarer Musikhochschule an.

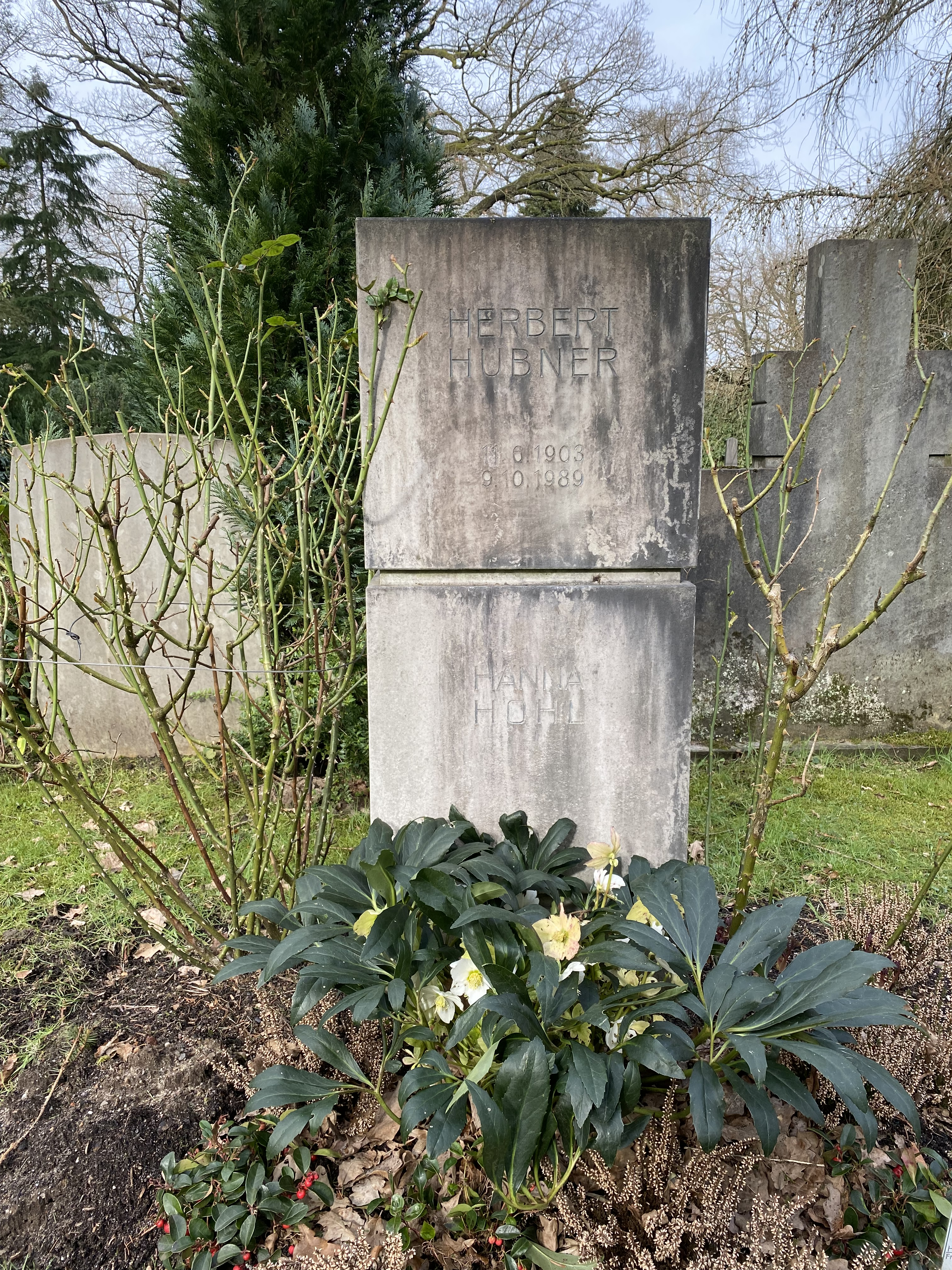
Grabstätte auf dem Friedhof Ohlsdorf im Planquadrat K 6

Anschließend wechselte er an die Universität Jena, wo er Musikwissenschaften studierte. Während des Studiums unterrichtete er selbst Musik, leitete Chöre und arbeitete als Korrepetitor. Außerdem schrieb er Musikkritiken, in denen er sich für ernste neue Musik einsetzte und moderne Aufführungsform unterstützte. Er schloss das Studium 1936 mit der Promotion über „Die Musik im Bismarck-Archipel“ ab, die 1938 als Buch verlegt wurde. Danach ließ er sich bei Hans Rosbaud in der Musikabteilung von Radio Frankfurt zum Tonmeister ausbilden. Von 1938 bis 1944 war er als  Tonmeister für den Deutschlandsender in Berlin tätig.
Kurz nach Ende des Zweiten Weltkriegs erhielt Hübner eine Stelle bei Radio Hamburg, das unter britischer Kontrolle stand. 1947 wechselte er zum NWDR und redigierte dessen Musikalisches Nachtprogramm. Anfangs gestaltete er die Sendung „Von neuer Musik“. Dabei versuchte er, mit anspruchsvollen Beiträgen und anhand Beispielen moderner Musik, diese Kunstform zu erklären. Er behandelte Arnold Schönberg, „La Jeune France“ oder „Die Jungen und Jüngsten“.
Da er das Nachtprogramm als nicht geeignet ansah, die moderne Musik einer größeren Öffentlichkeit bekannt zu machen, plante er eine Veranstaltungsreihe öffentlicher Studiokonzerte. Mit diesem „pädagogisch-künstlerischen Versuch“ sollten der Rundfunk seinem kulturellen Auftrag nachkommen und Nachwuchskünstler neuer Musik unterstützen. So entstand das neue werk, das erstmals am 31. Januar 1951 im Studio 10 des Hamburger Funkhauses zu hören war.
Herbert Hübner verstarb im Alter von 86 Jahren und wurde auf dem Friedhof Ohlsdorf nahe dem Haupteingang an der Fuhlsbüttler Straße beigesetzt.

## Konzept und Bedeutung desneuen werks
Mit dem Aufbau eines „freien Studiocharakters“ unterschieden sich die Konzerte von üblichen Rundfunkaufzeichnungen. Bis 1957 wurden Ausschnitte aus dem Programm erst zeitversetzt ausgestrahlt. Dadurch etablierte sich das Konzept fast uneingeschränkt als experimentelle Veranstaltungsform. Herbert Hübner versuchte dabei, Zusammenhänge zwischen vielfältiger neuer Musik und anderen Kunstformen darzustellen. Daher lud er auch Redner zu Musikästhetik und Kunstgeschichte ein. Dazu gehörten Ernst Krenek, Luigi Dallapiccola, György Ligeti, Herbert Eimert, Theodor W. Adorno, Leo Schrade, Josef Rufer, Heinrich Strobel oder Werner Haftmann. Außerdem bot das Programm Platz für moderne Kunst außerhalb der Musik. Dazu gehörten abstraktes Puppentheater von Fred Schneckenburger begleitet von einer Suite aus „Gelb und Grün“ von Bernd Alois Zimmermann, surrealistische Filme und Tanzdarbietungen. Begleitend zu den Darbietungen gab es kunstvoll gestaltete Einladungskarten und Programmhefte, die einige Zeit Bernd Alois Zimmermann erarbeitete.
Im Rahmen der Sendung versuchte Hübner, von ihm ausgewählte, wenig bekannte Künstler finanziell und ideell zu unterstützen. Im Auftrag des NDR entstanden so zahlreiche Auftragskomposition, die im neuen werk erstmals zur Aufführung kamen. Dazu gehörten Stücke von Pierre Boulez, Bruno Maderna, Luigi Nono, Hans Werner Henze, Mauricio Kagel, Luciano Berio, Olivier Messiaen oder Karlheinz Stockhausen. Besonders erwähnenswert waren 1951 die Funkoper Ein Landarzt von Henze, 1960 das Carré von Stockhausen und 1963 Aventures von György Ligeti. Der Höhepunkt des Programms war 1954 die musikalische Uraufführung der Oper Moses und Aron in der Laeiszhalle.
1953 erhielt Hübner für seine „vorbildlichen Verdienste um die Musik der Gegenwart“ die Arnold-Schönberg-Medaille. Bis zum Ruhestand 1969 leitete er die Abteilung Moderne Musik im NWDR und NDR. Er begleitete insgesamt 112 Sendungen des neuen Werks. Die Handschriftensammlung der Staats- und Universitätsbibliothek und das Hamburger Staatsarchiv bewahren Dokumente zu diesen Sendungen auf.